# دومينيكو فيتي

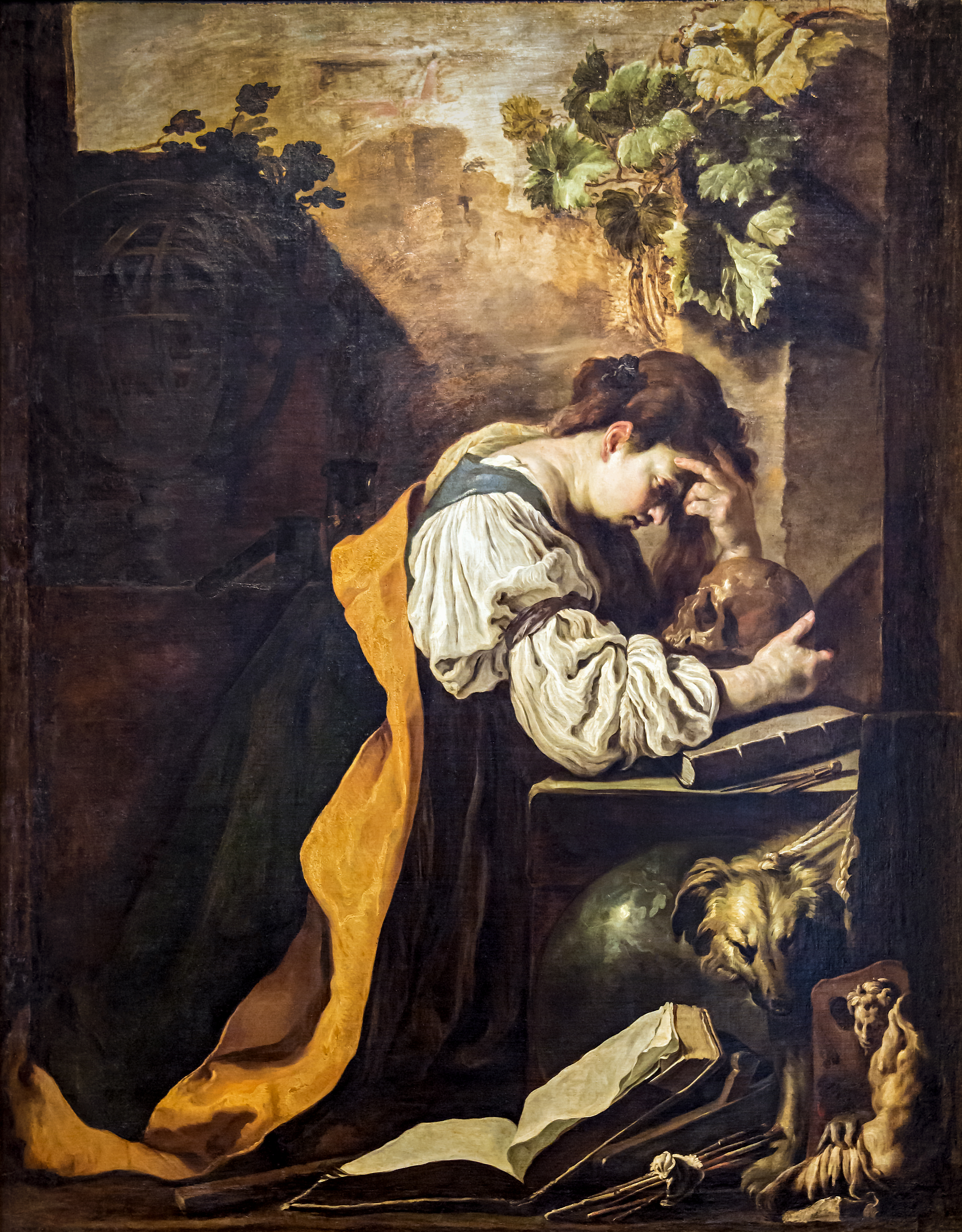
المجدلية في التأمل (معارض الأكاديمية (البندقية))

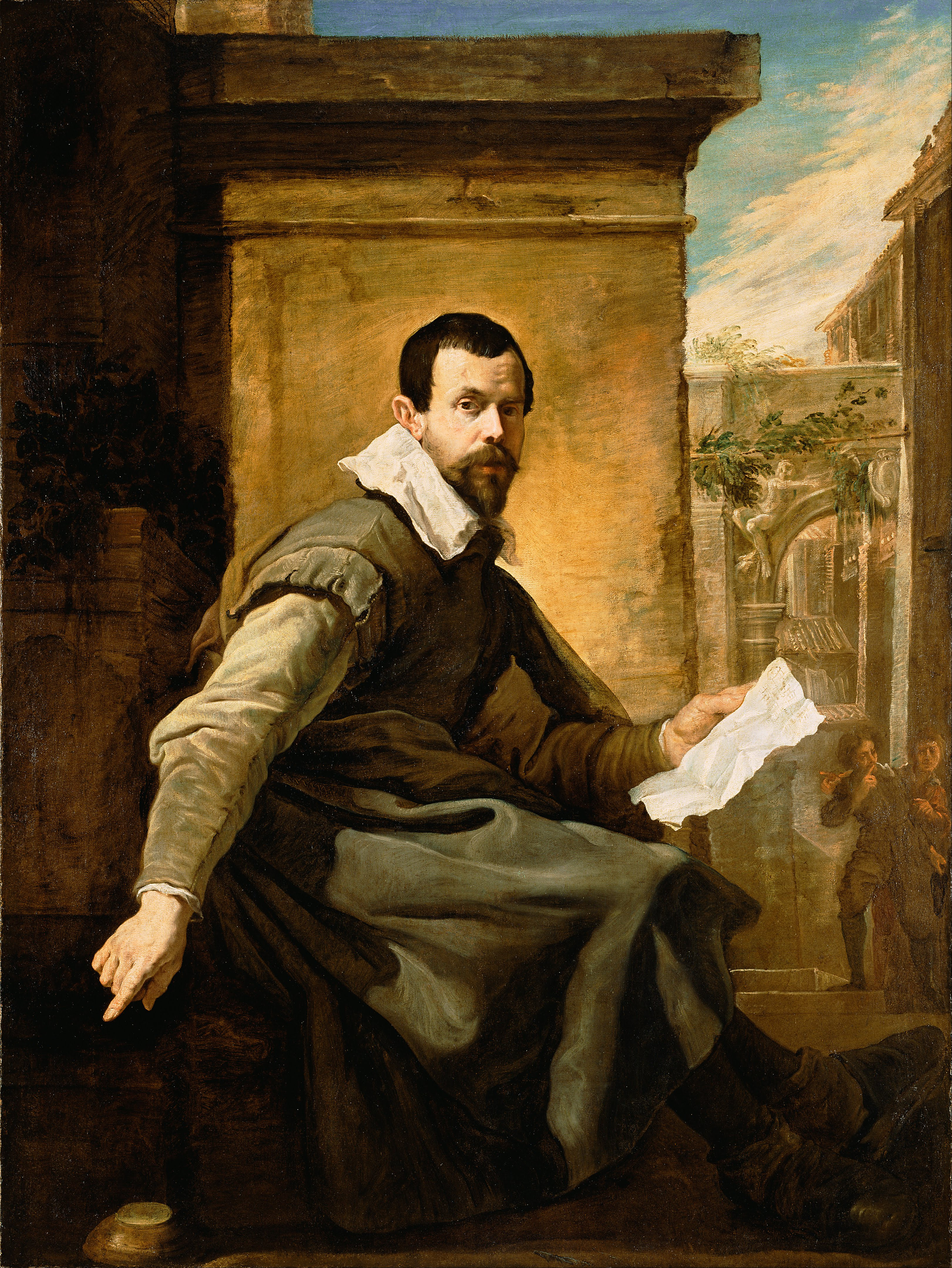
صورة لرجل مع ورقة موسيقية (متحف جيه بول جيتي)

 دومينيكيو فيتي (بالإيطالية: Domenico Fetti)‏ (موليد 1589، توفي 16 أبريل 1623) هو رسام إيطالي من الفترة الباروكية ولد في روما. 

## روابط خارجية
- دومينيكو فيتي على موقع الموسوعة البريطانية (الإنجليزية)
- دومينيكو فيتي على موقع ديسكوغز (الإنجليزية)